# Panayiótis Iliópoulos
Panayiótis Iliópoulos (grec moderne : Παναγιώτης Ηλιόπουλος) est un membre du Parlement hellénique, ancien membre du parti Aube Dorée.

## Biographie
Lors des élections législatives grecques de mai 2012, il est élu député pour la 14e législature, qui aura duré du 6 mai 2012 au 19 mai 2012. Lors des élections législatives grecques de juin 2012, il est réélu le 17 juin 2012 à la 15e législature.
Il quitte l'Aube Dorée à la suite des élections législatives de juillet 2019, lesquelles verront le parti y perdre sa représentation en raison d'un résultat décevant (2,93 %). Il fonde par la suite un nouveau mouvement, Conscience populaire nationale, avec, entre autres, deux anciens députés de l'Aube Dorée, Ioánnis Lagós et Geórgios Germenís.